# At. Long. Last. ASAP
| Recensione       | Giudizio |
| ---------------- | -------- |
| sentireascoltare |          |
| Metacritic       | 76/100   |

At. Long. Last. ASAP è il secondo album in studio del rapper statunitense ASAP Rocky, pubblicato il 26 maggio 2015 attraverso ASAP Worldwide, Polo Ground Music e RCA Records.

## Descrizione
L'album è un sequel dell'album di debutto di Rocky Long. Live. ASAP, pubblicato nel 2013, ed è stato prodotto esecutivamente da Danger Mouse, ASAP Yams, Juicy J e Rocky stesso. Nell'album sono presenti, tra le altre, le collaborazioni di Kanye West, Lil Wayne, Future, Rod Stewart, Mark Ronson, Miguel, Mos Def, M.I.A., Juicy J, Schoolboy Q e James Fauntleroy. Alla produzione hanno partecipato Danger Mouse, Kanye West, Che Pope, DJ Khalil, Mark Ronson, Mike Dean, Jeff Bhasker e ASAP Rocky stesso.

## Tracce
1. Holy Ghost (feat. Joe Fox) – 3:11
2. Canal St. (feat. Bones) – 3:47
3. Fine Whine (feat. Future, Joe Fox & M.I.A.) – 3:38
4. L$D – 3:58
5. Excuse Me – 3:58
6. JD – 1:48
7. Lord Pretty Flacko Jodye 2 (LPFJ2) – 2:07
8. Electric Body (feat. Schoolboy Q) – 4:15
9. Jukebox Joints (feat. Joe Fox & Kanye West) – 5:24
10. Max B (feat. Joe Fox) – 4:01
11. Pharsyde (feat. Joe Fox) – 3:42
12. Wavybone (feat. Juicy J & UGK) – 5:03
13. West Side Highway (feat. James Fauntleroy) – 2:57
14. Better Things – 3:19
15. M'$ (feat. Lil Wayne) – 3:53
16. Dreams (Interlude) – 2:17
17. Everyday (feat. Rod Stewart, Miguel & Mark Ronson) – 4:21
18. Back Home (feat. Mos Def & Acyde) – 4:38

## Classifiche

### Classifiche settimanali
| Classifica (2015) | Posizione massima |
| ----------------- | ----------------- |
| Australia         | 5                 |
| Austria           | 29                |
| Belgio (Fiandre)  | 30                |
| Belgio (Vallonia) | 48                |
| Canada            | 1                 |
| Danimarca         | 4                 |
| Finlandia         | 8                 |
| Francia           | 42                |
| Germania          | 28                |
| Italia            | 69                |
| Nuova Zelanda     | 6                 |
| Norvegia          | 5                 |
| Paesi Bassi       | 46                |
| Regno Unito       | 10                |
| Stati Uniti       | 1                 |
| Svezia            | 10                |
| Svizzera          | 5                 |
| Ungheria          | 32                |

### Classifiche di fine anno
| Classifica (2015) | Posizione |
| ----------------- | --------- |
| Australia         | 100       |
| Stati Uniti       | 56        |
| Classifica (2017) | Posizione |
| Stati Uniti       | 142       |